# Menhire von Nehlitz
Die Menhire von Nehlitz (auch Teufelstein und Trompeterstein genannt) waren zwei vorgeschichtliche Menhire bei Nehlitz, einem Ortsteil von Petersberg im Saalekreis, Sachsen-Anhalt.

## Lage
Nach Siegmar von Schultze-Galléra befand sich der „Teufelstein“ östlich von Nehlitz vor dem Teufelsgraben in der Nähe des Gasthauses „Zum Roten Haus“. Der „Trompeterstein“ stand südlich davon.

## Beschreibung
Der „Teufelstein“ bestand aus Porphyr und hatte eine Höhe von 8 Fuß (ca. 2,5 m). Weitere Angaben liegen nicht vor. Über den „Trompeterstein“ ist lediglich bekannt, dass es sich um einen hoch aufgerichteten erratischen Block gehandelt hat. Bei den Untersuchungen von Waldtraut Schrickel im Jahr 1957 waren beide Steine bereits verschwunden.
Funde aus der Umgebung der Menhire stammen von der Aunjetitzer Kultur und aus der vorrömischen Eisenzeit.

## Die Menhire in regionalen Sagen
Der „Teufelstein“ wurde nach einer Sage vom Teufel vom Petersberg geschleudert. Die gleiche Sage wird auch von anderen Menhiren in der Umgebung des Berges erzählt, etwa dem Menhir von Petersberg, dem Teufelsstein von Sennewitz, dem Teufelsstein von Piltitz und dem Menhir von Seeben.